# Tommy e Tuppence
Tommy e Tuppence è una coppia inglese di investigatori dilettanti creata da Agatha Christie.
Compare in quattro romanzi completi e una serie di racconti, e l'arco temporale copre circa mezzo secolo, dalla fine della prima guerra mondiale al periodo della guerra fredda degli anni sessanta.
La coppia si compone dei coniugi Thomas "Tommy" Beresford e Prudence "Tuppence" Cowley; apparve per la prima volta nel 1922 e fu protagonista dell'ultimo lavoro scritto da Agatha Christie, Le Porte di Damasco del 1973. Infatti, Sipario e il postumo Addio Miss Marple, pur pubblicati posteriormente, erano stati scritti più di trent'anni addietro.
Tommy e Tuppence sono i personaggi di Agatha Christie le cui storie coprono il più ampio lasso di tempo: infatti le ultime avventure sia di Hercule Poirot che di Miss Marple sono ambientate a ridosso della fine della seconda guerra mondiale o nell'immediato periodo post-bellico. Esistono, comunque, romanzi con Poirot o Miss Marple pubblicati prima delle loro ultime avventure, ma scritti dopo, che sono ambientati in un periodo successivo.

## Libri
Tommy e Tuppence compaiono, in ordine di pubblicazione, nei romanzi:
- Avversario segreto
- Quinta colonna
- Sento i pollici che prudono
- Le porte di Damasco

mentre la raccolta di racconti è Tommy e Tuppence: in due s'indaga meglio.
I romanzi che li hanno come protagonisti non sono classici romanzi gialli, ma hanno un'ambientazione da romanzo di spionaggio, ad eccezione di Sento i pollici che prudono.